# Vilniaus baldai
Vilniaus baldai (Вильняус балдай — «Вильнюсская мебель») — литовская компания, занимающаяся дизайном, производством и продажей мебели. Главный офис расположен в Вильнюсе. Листингуется на Вильнюсской фондовой бирже.
Банкротво, 2023.

## История
Компания была основана в 1883 году в Вильнюсе. В 1963 году советская «Вильнюсская мебель» переехала в современные помещения на проспекте Красной Армии 178. 1974 году было обустроена территория предприятия площадью 31 тыс. кв. метров. В 1993 году компания была реорганизована в акционерное общество.

## Деятельность
В 2005 году оборот компании составил свыше 26 млн. евро.